# Cnemolia nigromaculata
Cnemolia nigromaculata är en skalbaggsart som beskrevs av Stefan von Breuning 1970. Cnemolia nigromaculata ingår i släktet Cnemolia och familjen långhorningar. Inga underarter finns listade i Catalogue of Life.